# Saint Joseph
Saint Joseph é uma paróquia de Barbados. Sua população estimada em 2005 era de 7.100 habitantes.

## Principais cidades
- Bathsheba
- Blackmans
- Chimborazo
- Hillcrest
- Saint Elizabeths